# Menthus gracilis
Menthus gracilis är en spindeldjursart som först beskrevs av Banks 1909.  Menthus gracilis ingår i släktet Menthus och familjen Menthidae. Inga underarter finns listade i Catalogue of Life.